# Piotr Augustyniak (filozof)

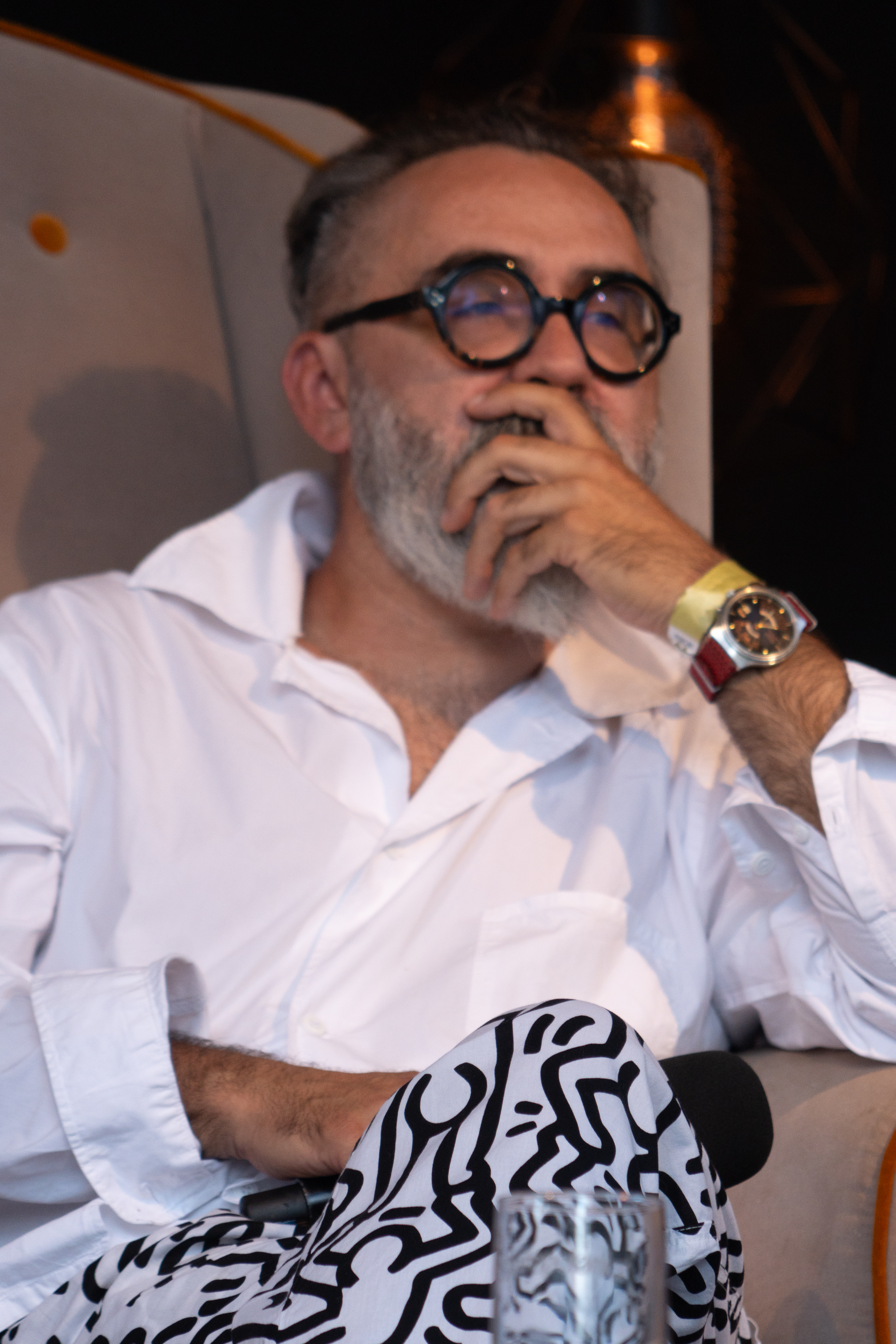
Piotr Augustyniak na Festiwalu Góry Literatury (2024)

Piotr Augustyniak (ur. 1977 w Gdańsku) – polski filozof, doktor habilitowany nauk humanistycznych, nauczyciel akademicki, profesor uczelni w Uniwersytecie Ekonomicznym w Krakowie.

## Życiorys
Był uczniem I Liceum Ogólnokształcącego im. Mikołaja Kopernika w Gdańsku. Po uzyskaniu świadectwa dojrzałości w przez rok studiował medycynę w Akademii Medycznej w Gdańsku. Przez pięć lat był klerykiem w zakonie dominikanów. W tym czasie studiował filozofię i teologię w Kolegium Filozoficzno-Teologicznym Polskiej Prowincji Dominikanów w Krakowie. W 2004 roku ukończył studia filozoficzne w Uniwersytecie Jagiellońskim w Krakowie.
W 2007 roku na podstawie napisanej pod kierunkiem Jana Andrzeja Kłoczowskiego rozprawy pt. Mistrz Eckhart i przezwyciężenie metafizyki. Ontologia „Kazań” i wybranych dzieł łacińskich otrzymał na Wydziale Filozoficznym Papieskiej Akademii Teologicznej w Krakowie stopień naukowy doktora nauk humanistycznych w zakresie filozofii. W 2014 roku na Wydziale Filozoficznym Uniwersytetu Papieskiego Jana Pawła II w Krakowie uzyskał stopień doktora habilitowanego nauk humanistycznych w zakresie filozofii.
Został adiunktem, a następnie profesorem nadzwyczajnym w Uniwersytecie Ekonomicznym w Krakowie. W latach 2020–2024 pełnił funkcję kierownikiem Katedry Filozofii Uniwersytetu Ekonomicznego w Krakowie.
W roku akademickim 2009–2010 stypendysta Funduszu Stypendialnego i Szkolnego w Internationale Akademie für Philosophie w Liechtensteinie. W latach 2011–2012 stypendysta Republiki Austriackiej na Wydziale Teologii Ewangelickiej Uniwersytetu Wiedeńskiego.
Jest członkiem redakcji czasopism „Przegląd Polityczny” i „Liberté!”.
W 2021 roku odszedł z Kościoła katolickiego.
Mieszka w Krakowie.

## Twórczość
Filozoficzne zainteresowania Augustyniaka oscylują wokół antropologii filozoficznej, metafizyki i jej przezwyciężenia, krytyki chrześcijaństwa i krytycznych teorii nowoczesności. Jego twórczość zalicza się do nurtu myślenia postsekularnego. Osobną dziedzinę jego refleksji stanowi filozoficzna analiza i dekonstrukcja problemu polskiej tożsamości. Przedmiotem i inspiracją jego badań jest przede wszystkim myśl Heideggera, Nietzschego, Mistrza Eckharta i Platona. Jako jeden z pierwszych zajmował się myślą Cezarego Wodzińskiego, której jest kontynuatorem. W jego pracach widać również wpływy myślenia psychoanalitycznego i poststrukturalnego. Problem polskiej tożsamości rozważał w oparciu o najważniejsze teksty polskiej kultury XX wieku od Sienkiewicza i Brzozowskiego zaczynając, a na Gombrowiczu i Rymkiewiczu kończąc. Najwięcej uwagi poświęcił Wyzwoleniu Stanisława Wyspiańskiego.
Kolejne książki Augustyniaka mają charakter konsekwentnie coraz bardziej eseistyczny i literacki. W 2021 roku wydał głośny esej o postaci i nauce Jezusa, zawierający wątki autobiograficzne. Jezus opisany przez Augustyniaka jest figurą życia pogrążonego w bezpośrednim doświadczeniu życia pojętego jako zoe i ma  charakter kairosa. Nauka Jezusa w wykładni Augustyniaka ma rys istotnie antyinstytucjonalny i antyreligijny, sprzeczny z doktryną chrześcijańską. W marcu 2025 ukazał się jego kolejny esej filozoficzno-autobiograficzny pt. „Boga nie ma, jest życie”(SIW Znak). Obie pozycje w przystępnej formie prezentują oryginalną wizję życia duchowego o wyraźnych rysach antychrześcijańskich, dla którego inspiracją jest filozofia starożytnej Grecji.
Augustyniak jest autorem podcastów filozoficznych. Od maja 2022 wraz z muzykiem Markiem Pospieszalskim prowadzi podcast „Kairos” a od sierpnia 2025 – podcast „Kawa z filozofem”.
Jest również twórcą i kuratorem wydarzeń kulturalnych:
- „Sztuka myślenia” (wraz z Bartoszem Szydłowskim) w Teatrze im. Juliusza Słowackiego w Krakowie. Cykl comiesięcznych debat połączonych z teatralnym performansem, realizowany w latach 2017–2021.

- „Bezradność filozofa” w Gdańskim Teatrze Szekspirowskim. Cykl comiesięcznych debat na tematy współczesne, inspirowany dziełami Szekspira, realizowany w latach 2020–2023.

- „Myślnik. Jazz – filozofia – stand-up” w Teatrze im. Juliusza Słowackiego w Krakowie. Cykl comiesięcznych debat, połączonych z muzyczną improwizacją Marka Pospieszalskiego i stand-upem w wykonaniu aktorów teatru. Projekt kontynuowany od października 2021.

- „Festiwal Schopenhauera” (wraz z Katarzyną Kasią) w Instytucie Kultury Miejskiej w Gdańsku. Jak dotąd trzy edycje: w listopadzie 2023, w maju 2024 i listopadzie 2024. Projekt kontynuowany.

Augustyniak jest autorem dramaturgii do „Hamleta” w reżyserii Bartosza Szydłowskiego (Teatr im. Juliusza Słowackiego w Krakowie), nagrodzonego Złotym Yorickiem na Festiwalu Szekspirowskim w Gdańsku w roku 2021, a także autorem scenariusz do ok. 40 scen teatralnych, realizowanych w Bartoszem Szydłowskim w ramach cyklu Sztuka Myślenia.

## Książki
- Inna boskość. Mistrz Eckhart, Zaratustra i przezwyciężenie metafizyki (2009)
- Istnienie jest bogiem, ja jest grzechem. Rozprawa o teologii niemieckiej, Mistrzu Eckharcie, Lutrze, wolnych duchach i boskiej woli (2013)
- Homo polacus. Eseje o polskiej duszy (2015)
- Aporetyczna nieśmiertelność. Esej o Fedonie, śmierci i nowoczesnym podmiocie (2016)
- Trans. Filozofia Cezarego Wodzińskiego (2017)[4]
- Wyspiański. Burzenie polskiego kościoła (2019)
- Jezus Niechrystus (2021)[3]
- Boga nie ma, jest życie (2025)